# Brovello-Carpugnino
Brovello-Carpugnino – miejscowość i gmina we Włoszech, w regionie Piemont, w prowincji Cusio Ossola.
Według danych na rok 2004 gminę zamieszkiwało 546 osób, 68,2 os./km².